# Славенка Дракулич
Славенка Дракулич (хорв. Slavenka Drakulić, 4 липня 1949, Рієка) ― хорватська письменниця та журналістка, її есеї та книжки перекладено багатьма мовами. Статті Славенки Дракулич публікували The New Republic, The New York Times Magazine та The New York Review of Books. Вона є позаштатною редакторкою та авторкою у виданні The Nation (США), час від часу дописує у Süddeutsche Zeitung (Німеччина), Internazionale (Італія), Dagens Nyheter (Швеція), The Guardian (Велика Британія), Eurozine та інші видання.

## Біографія
Батько Дракулич – офіцер югославської армії, мати – держслужбовець.
Дракулич вивчала компаративне літературознавство та соціологію у Загребському університеті. З 1982 року співпрацювала з різними хорватськими виданнями як журналіст.
Одружилася з сербом. Має дочку Ружану.
На початку 1990-х років, у розпал Вітчизняної війни, через звинувачення у браку патріотизму та космополітизмі виїхала з Хорватії. Певний час жила у Швеції. Зараз тривалий час буває як і у Швеції, так і в Хорватії, Австрії та США.

## Творча діяльність
Художні твори пише хорватською мовою, публіцистичні – англійською. Статті Дракулич публікуються у газетах та журналах багатьох країн світу.
Лауреатка Лейпцизької книжкової премії за внесок у європейське порозуміння (2005).
2010 року на Міжнародній зустрічі письменників у Празі Дракулич визнали однією з найвпливовіших європейських письменниць нашого часу.
Чільний інтерес Славенки Дракулич у документальній прозі — політика та ідеології посткомуністичних країн, воєнні злочини, націоналізм, питання фемінізму, хвороба, жіноче тіло. У книжках «Як ми пережили комунізм», Balkan Express («Балканський експрес») та Café Europa («Кафе Європа») вона пише про буденне життя у комуністичних та посткомуністичних країнах. Дракулич також написала «історію комунізму з погляду тварин» — A Guided Tour Through the Museum of Communism («Екскурсія музеєм комунізму»).
Славенка Дракулич також є авторкою художньої прози, зокрема книжок Holograms of fear («Голограми страху»), Marble skin («Мармурова шкіра»), The taste of a man («Смак чоловіка»), S. A Novel About the Balkans («С. Роман про Балкани»), Optužena («Обвинувачена»), а також белетризованих біографій: Фріди Кало — Frida's bed (Постіль Фріди), Дори Маар — Dora i Minotaur («Дора і Мінотовар») та Мілеви Ейнштейн — Mileva Einstein, teorija tuge ("Мілева Ейнштейн, теорія смутку). Її книжку оповідань Nevidljiva žena («Невидима жінка») присвячено старінню — його проживанню та осмисленню.

## Книжки
- Smrtni grijesi feminizma (1984)
- Hologrami straha (1987)
- Як ми пережили комунізм і навіть сміялись (1991)
- Balkan Express: Fragmenti s druge stane rata (1992)
- Mramorna koža (1995)
- Cafe Europa: Život nakon komunizma (1996)
- Okus čovjeka (1997)
- Kao da nisam tamo (2000)
- Вони б і мухи не скривдили (2004)
- Sabrani eseji (2005)
- Frida ili o boli (2007)
- Tijelo njenog tijela: priče o dobroti (2007)
- A Guided Tour Through the Museum of Communism (2011)

## Переклади українською
Українська аудиторія відкрила для себе Дракулич 2018 року, коли у видавництві «Комора» вийшов переклад її книжки «Вони б і мухи не скривдили» — збірка репортажів з судового процесу над воєнними злочинцями колишньої Югославії у Гаазі.
1. Як ми пережили комунізм і навіть сміялись. — Київ. : Yakaboo Publishing, 2019. — 208 с. — ISBN 978-617-7544-10-3
2. Вони б і мухи не скривдили. — Київ. : Видавничий Дім «Комора», 2018. — 192 с. ISBN 978 617 7286 30 0
3. Ніби мене нема(є). — Київ. : Видавничий Дім «Комора», 2020. — 224 с. ISBN 978-617-7286-65-2
4. Кафе «Європа». Життя після комунізму. — Київ. : Yakaboo Publishing, 2020. — 208 с. — ISBN 978-617-7544-69-1
5. Кафе «Європа». Повернення. Як пережити посткомунізм. — Київ. : Yakaboo Publishing, 2021. — 240 с. — ISBN 978-617-7544-86-8

## Висловлювання щодоросійсько-Української війни
Славенка Дракулич переконана: главі кремля здається, що його недостатньо шанують, тому йому байдуже до міжнародних правил. І доки він творить безлад у Європі, росіяни мовчать, тому теж відповідальні за скоєні в Україні злочини. «У мене є таке відчуття, що всі зараз мають говорити лише про Україну.» Вона наводить аргументи схожості між війнами на Балканах і в Україні. «Перше, що спадає на думку, — це тактика окупації з якимось виправданням. Виправдання в Україні, що Росія збирається врятувати вас від вашого нацистського керівництва. Колишній президент Сербії Слободан Мілошевич теж так би мовити „рятував“ сербську меншість у Хорватії від хорватських „фашистів“.»